# Alajuelense
Alajuelense is samen met Deportivo Saprissa de meest succesvolle voetbalclub van Costa Rica, afkomstig uit de stad Alajuela. Alajuelense werd op 18 juni 1919 opgericht. In 2004 won de club de Champions Cup door in de finale Deportivo Saprissa, eveneens uit Costa Rica, te verslaan (1-1, 4-1). Het is samen met Club Sport Herediano een van de twee clubs die nog nooit degradeerde uit de hoogste Costa Ricaanse voetbaldivisie.
Van 1985-1986 was de Nederlander Theo Cremers coach van Alajuelense.

## Erelijst
Nationaal
- Primera División: 30x

1928, 1939, 1941, 1945, 1949, 1950, 1958, 1959, 1960, 1966, 1970, 1971, 1980, 1983, 1984, 1991, 1992, 1996, 1997, 2000, 2001, 2002, 2003, 2005, 2011-I, 2011-II, 2012-I, 2013-I, 2014-I, 2022-I
- Copa de Costa Rica: 11x

1926, 1928, 1937, 1941, 1944, 1948, 1949, 1953, 1974 1977, 2023
- Supercopa de Costa Rica: 2x

1967, 2012
- Segunda División de Costa Rica: 1x

1940
- Tercera División de Costa Rica: 1x

1931
Internationaal
- CONCACAF Champions Cup: 2x

1986, 2004
- Copa Interclubes UNCAF: 3x

1996, 2002, 2005
- CONCACAF League: 1x

2020
- CONCACAF Central American Cup: 1x

2023
- Campeonato Centroamericanos: 2x

1988, 1992
- Campeonato Centroamericanos y del Caribe: 1x

1961

## Bekende (oud-)spelers
- Steven Bryce
- Joel Campbell
- Carlos Castro
- Pablo Chincilla
- Rolando Fonseca
- Rónald Gómez
- Froylán Ledezma
- Wilmer López
- Luis Marín
- Jeyland Mitchell
- Alejandro Morera
- Bryan Ruiz
- Mauricio Solís
- Harold Wallace